# Tridentiger barbatus
 Tridentiger barbatus es una especie de peces de la familia de los Gobiidae en el orden de los Perciformes.

## Morfología
Los machos pueden llegar a alcanzar los 5,2 cm de longitud total.

## Depredadores
En la China es depredado por Okamejei kenojei .

## Hábitat
Es un pez de clima templado y demersal.

## Distribución geográfica
Se encuentra en el Japón, Corea,  China (incluyendo Hong Kong)  y Vietnam

## Observaciones
Es inofensivo para los humanos. 